# Natalia Nekraszowa
Natalia Nekraszowa z Majewskich (ur. 23 lutego 1898 w Dębku na Wołyniu, zm. 16 czerwca 1979) – polska harcmistrzyni, nauczycielka, komendantka Wołyńskiej (1925-1929) i Warszawskiej (1938-1939) Chorągwi Harcerek. Żona Władysława Nekrasza (ślub w 1922 w Warszawie).

## Działalność zawodowa
Po uzyskaniu matury w Kolegium Polskim w Kijowie studiowała na wydziale matematyczno-fizycznym uniwersytetu w Moskwie. W 1924 ukończyła polonistykę na Uniwersytecie Warszawskim i wychowanie fizyczne w Państwowym Instytucie Wychowania Fizycznego. W latach 1924–1929 pracowała w Gimnazjum Państwowym im. Juliusza Słowackiego w Kowlu, w latach 1930-1935 – w Gimnazjum Państwowym im. Tadeusza Kościuszki w Łucku. Od 1929 do 1930 przebywała na stypendium w Instytucie Rousseau w Genewie. Od 1935 kontynuowała pracę nauczycielki języka polskiego w szkołach na warszawskiej Pradze: żeńskim Gimnazjum i Liceum im. Marii Skłodowskiej-Curie oraz w męskim Gimnazjum i Liceum im. Władysława IV (także w tajnym nauczaniu). W latach 1942–1945 prowadziła tajne nauczanie na poziomie licealnym w Milejowie. W tym czasie oficjalnie pracowała w szkole rolniczej w Jaszczowie pod nazwiskiem Stanisława Nowacka oraz była (wraz z drugą córką Krystyną) sanitariuszką AK i łączniczką komendanta Rejonu II AK w Lublinie Wacława Kowalczyka. Po II wojnie światowej zorganizowała w Milejowie Gimnazjum i Liceum Ogólnokształcące. W 1950 została służbowo przeniesiona do Męskiej Szkoły Ogólnokształcącej im. Czarnieckiego w Chełmie. Po roku przeniosła się do Warszawy, gdzie krótko pracowała w szkołach ogólnokształcących przy Otwockiej i Drewnianej, po czym od 1952 do emerytury pracowała w XXI LO w Warszawie (1957-1971).

## Działalność w harcerstwie i konspiracji
W 1915 została komendantką hufca harcerek w Kijowie. Od 1917 dowodziła w tym mieście żeńskim wywiadem harcerskim. W tym czasie należała też do Ligi Wojennej Walki Czynnej i Polskiej Organizacji Wojskowej). W 1921 była pierwszą drużynową 14 Warszawskiej Żeńskiej Drużyny Harcerskiej założonej na terenie Gimnazjum Żeńskiego im. Królowej Jadwigi. W latach 1925–1929 pełniła funkcję komendantki Wołyńskiej Chorągwi Harcerek (w tym okresie publikowała w piśmie Harcerz Wołyński), zaś 1938-1939 – Warszawskiej Chorągwi Harcerek. We wrześniu 1939 dowodziła Wojennym Pogotowiem Harcerek w Warszawie. Zorganizowała m.in. szpital polowy przy ulicy Kopernika. W 1941 została komendantką tajnego Hufca Praskiego. W okresie okupacji hitlerowskiej w jej mieszkaniu przy ulicy Słupeckiej odbywały się spotkanie redakcji pisma harcerskiego Młodzież i składanie Biuletynu Informacyjnego. 1 września 1942 Gestapo aresztowało jako zakładniczkę za matkę jej córkę Wandę. Zmusiło to Nekraszową do ukrywania się w Milejowie. W latach 60. XX wieku założyła na warszawskiej Ochocie żeńską drużynę harcerską im. Heleny Modrzejewskiej. Na emeryturze wraz z innymi byłymi harcerzami opracowywała historię polskiego harcerstwa na Wołyniu, pt. Związek Harcerstwa Polskiego na Wołyniu: chorągiew harcerek i harcerzy, 1918-1939, której pierwsza część została opublikowana w Londynie w 1997.
Pochowana na cmentarzu Bródnowskim w Warszawie (kw. 31D-2-16).

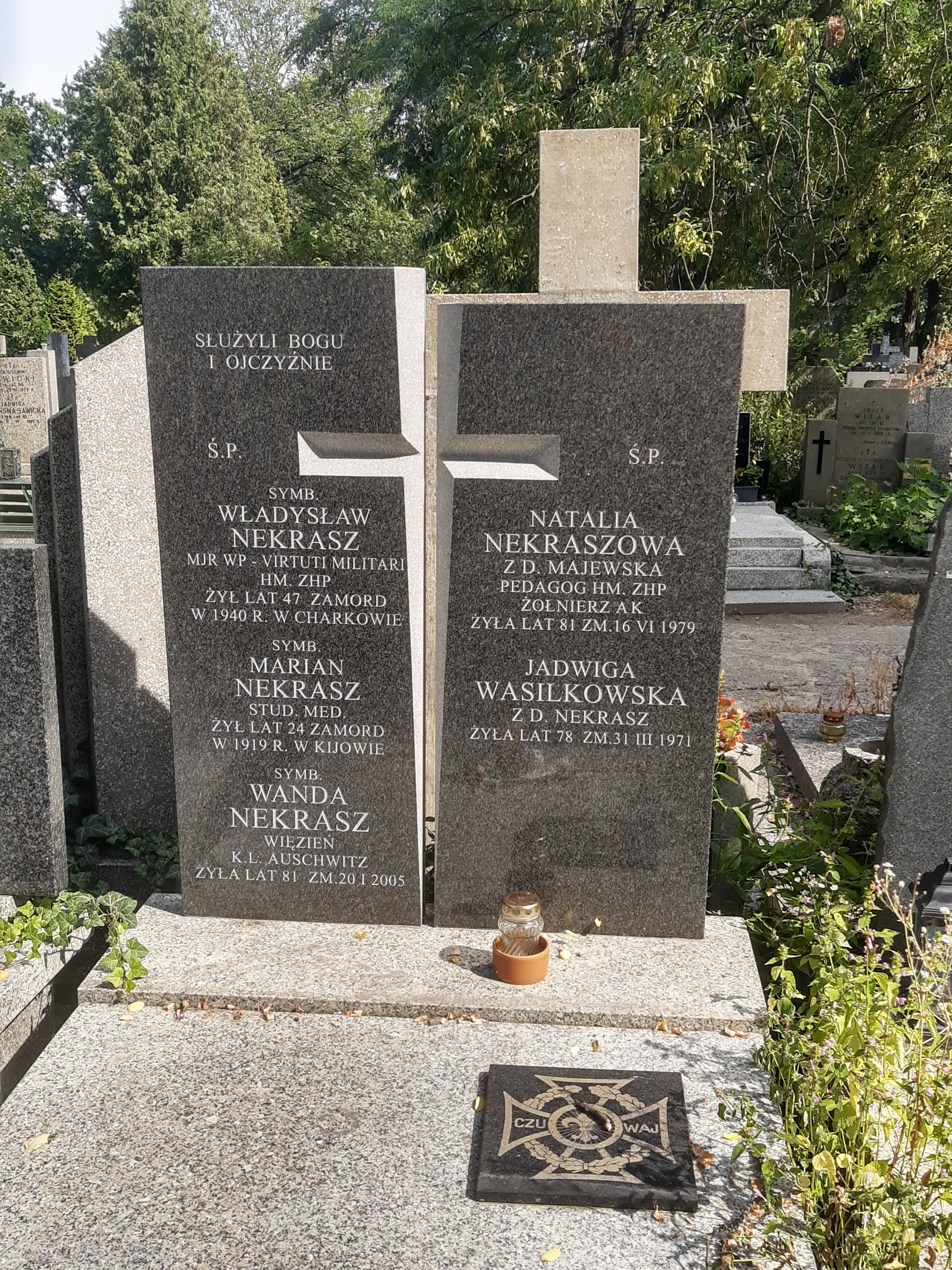
Grób Władysława i Natalii Nekraszów

## Odznaczenia
- Srebrny Krzyż Zasługi (1933)
- Odznaka Tysiąclecia Państwa Polskiego (1966)
- Honorowa Odznaka „Za Zasługi dla ZHP” (1967)
- Krzyż „Za Zasługi dla ZHP” z Rozetą i Mieczami (1995), pośmiertnie